# Stanisław Karolczyk
Stanisław Karolczyk (ur. 14 kwietnia 1890 w Łodzi, zm. 30 listopada 1965) – polski esperantysta.

## Życiorys
Naukę esperanta rozpoczął w 1907 roku. W 1909 roku razem z Włodzimierzem Pfeifferem wydal jeden numer biuletynu „Juna penso" (Młoda myśl). W maju 1925 roku został zaproszony do komitetu honorowego obradującego w Warszawie VI Kongresu Polskich Towarzystw Esperanckich. W 1926 roku podczas walnego zebrania Polskiego Towarzystwa Esperantystów został wybrany wiceprezesem. W 1929 roku po zmianie władz związku został wybrany członkiem honorowym. Był wiceprezydentem komitetu lokalnego organizującego Światowy Kongres Esperanto w 1937 roku. W latach 1922–1926 redaktorem naczelnym Pola Esperantisto. Tłumaczył polskich autorów i pod pseudonimem „Eska” publikował własną twórczość. Pochowany w Łodzi.

## Twórczość
- 1910: Unuaj agordoj[8]

### Tłumaczenia
- 1925: Stanisław Baliński La lasta kravato de Aleksy[9]